# Il pacco
Il pacco (The Package) è un film del 2018 diretto da Jake Szymanski.

## Trama
Un gruppo di amici parte per un viaggio all’aria aperta con l’intenzione di passare un weekend nel bosco. Durante la prima sera, dopo una festa a base di alcol, Jeremy si recide il pene per sbaglio e viene trasportato in ospedale da un elisoccorso. I ragazzi, però, scoprono che il pene del loro amico è rimasto all’interno del loro frigobar e quindi devono fare di tutto per portarlo in buone condizioni all’ospedale.

## Produzione
Nel gennaio 2017 Netflix annunció una nuova sceneggiatura scritta da Kevin Burrows e Matt Mider ed intitolata Eggplant Emoji. Nel luglio 2017 venne annunciato che Jake Szymanski avrebbe diretto il film, e nell'agosto 2017, Daniel Doheny, Sadie Calvano, Geraldine Viswanathan, Luke Spencer Roberts ed Eduardo Franco entrarono s far parte del cast. Il film è stato successivamente ribattezzato The Package ("Il Pacco").

## Distribuzione
Il film è disponibile sulla piattaforma Netflix dal 10 agosto 2018.

## Accoglienza
Sul sito Rotten Tomatoes, il film ha un punteggio di approvazione del 42% sulla base di 19 recensioni, con una valutazione media di 5,04/10. Il consenso dei critici del sito web recita: "Il pacco impara a proprie spese che una battuta sul pene non fa un film."

## Riconoscimenti
- 2018 - Joey Awards[7]
  - Nomination Best Actor in a TV Movie or Featured Role a Christian Convery
- 2019 - Young Entertainer Awards[7]
  - Best Leading Young Actor - Independent or Film Festival Feature Film
- 2019 - Leo Awards'[7]
  - Nomination Best Supporting Performance by a Male in a Television Movie a Gary Jones